# 紅門 -べにもん-
『紅門 -べにもん-』（原題: Red Doors）は、2005年製作のアメリカ合衆国の映画。
日本では、2007年は第1回アジアン・クイア・フィルム&ビデオ・フェスティバル（AQFF）にて初公開された。

## 概要
理想的な家庭に見えながらも、それぞれが悩みを抱えた中国系アメリカ人の一家に降りかかる困難を描いたコメディ映画。

## キャスト
- サマンサ：ジャクリーン・キム
- ジュリー：エレイン・カオ
- エド：ツィ・マー
- サイモン：セバスチャン・スタン
- アレックス：ロッシフ・サザーランド